# Petrovay Tibor
Petrovay Tibor (Vésztő, 1902. március 15. – Budapest, 1964. július 26.) közgazdász, szakíró.

## Életútja
A székelyudvarhelyi Római Katolikus Gimnáziumban érettségizett (1920), a kolozsvári Kereskedelmi Akadémián szerzett oklevelet. 1942-ben a kolozsvári magyar egyetemen doktorrá avatták. 1923-tól a Gazdasági és Hitelszövetkezetek Szövetségének tisztviselője Kolozsvárt, 1933-39 között a Szövetkezeti Értesítő felelős szerkesztője. Közgazdasági és szövetkezeti tárgyú írásait az Erdélyi Múzeum, az Erdélyi Tudósító és a Hitel is közölte.

## Munkássága
Kisebbségi magyar gazdaságpolitika című tanulmányában (Hitel 1936/4) a romániai magyar gazdaságpolitika fejlődését rajzolta meg. 1937-ben a vásárhelyi találkozó gazdasági bizottságának tagjaként magyar mezőgazdasági hitelszerv megalakítására tett javaslatot, és a kis- és háziipar önsegély alapján álló szövetkezeti rendezését sürgette. 1939-től a budapesti Szövetkezeti Hitelintézet igazgatóhelyettese.
Munkája: Iskolaszövetkezetek a nevelés szolgálatában. 1940/30